# Czesław Apiecionek
Czesław Apiecionek (ur. 3 sierpnia 1956 w Piasecznie) – polski księgarz, działacz opozycji demokratycznej w okresie PRL.

## Życiorys
W 1980 ukończył studia na Wydziale Polonistyki Uniwersytetu Warszawskiego. Od 1980 do 1983 był redaktorem w ośrodku doskonalenia kadr kierowniczych resortu rolnictwa, następnie m.in. redaktorem wydawnictw. Z opozycją demokratyczną związany od 1977, zajmował się dystrybucją publikacji drugiego obiegu wydawanych przez Niezależną Oficynę Wydawniczą oraz „Biuletynu Informacyjnego „KOR””. W 1980 współtworzył struktury „Solidarności” w swoim zakładzie pracy. Redagował założone przez siebie pismo „Nasze Sprawy”. Po wprowadzeniu stanu wojennego uczestniczył w nielegalnych akcjach ulotkowych, współpracował z pismami niezależnymi, tj. „Tygodnik Wojenny” (jest określany jako pomysłodawca tytułu) i „Tygodnik Mazowsze”.
W 1988 założył własne przedsiębiorstwo prowadzące księgarnię (oferującą m.in. emigracyjną „Kulturę”) i antykwariat. Przez kilkanaście lat był właścicielem sieci księgarskiej, w 2004 założył Agencję Literacką Puenta w Izabelinie. Był także członkiem rady nadzorczej Domu Książki i wiceprzewodniczącym Stowarzyszenia Księgarzy Polskich. Należy do Stowarzyszenia Wolnego Słowa.

## Odznaczenia i wyróżnienia
W 2011 odznaczony przez prezydenta Bronisława Komorowskiego Krzyżem Kawalerskim Orderu Odrodzenia Polski, a przez ministra kultury i dziedzictwa narodowego – Srebrnym Medalem „Zasłużony Kulturze Gloria Artis”. W 1997 został jednym z trzech laureatów Nagrody Kisiela.